# 羅倫素·泰希奧
羅倫素·泰希奧（Lorenzo Tehau，1989年4月10日—），大溪地足球員，司任中場和前鋒，他是大溪地國家足球隊門將的雙生兄弟，也是中場的弟弟，也是的堂兄。

## 生涯
羅倫素·泰希奧自2009年起一直是當地頂級聯賽AS Tefana的球員。在國家隊方面，他在2010年先後入選U20國家隊及成年隊。2012年，他隨隊參加大洋洲國家杯，並取得5個入球，協助國家隊贏得歷史上首個的錦標。